# Rafael Arlex Castillo
Rafael Arlex Castillo (Pereira, Risaralda, Colombia; 6 de junio de 1980) es un exfutbolista colombiano. Jugaba como mediocampista. Se retiró en el año 2019 al servicio del  San Antonio Football Club, tras 23 años de actividad en el fútbol profesional.

## Trayectoria

### Deportivo Pereira
Debutó con 15 años con el Deportivo Pereira en 1996 donde se mantuvo hasta el año 2002. Con el cuadro matecaña logra salir campeón de la Primera B en el año 2000.

### Atlético Nacional
Con Atlético Nacional juega su primer torneo internacional en 2002 anotando dos goles.

### Independiente Medellín
Con el Deportivo Independiente Medellín es campeón en dos ocasiones 2004 apertura y 2009 finalización.
Para la temporada 2004-2005 toma rumbo a territorio egipcio donde a pesar de anotar 11 goles Rafa decide regresar a Colombia, pues dicho por el jugador se sintió discriminado en Egipto.
En total entre sus dos etapas con El Poderoso disputó 60 partidos (51 por liga, 6 por Copa Libertadores y 3 por Copa Colombia), anotando 6 goles.

### Atlético Huila
Fichó con el equipo 'Opita' en enero del 2010 durante todo el año registró un nivel deportivo muy destacado disputando 49 partidos (35 por liga, 10 por Copa Colombia y 4 por Copa Sudamericana) en los que convertiría 9 goles (7 por liga, 1 por Copa Colombia y 1 por Copa Sudamericana). Dejando una buena imagen para la afición en Neiva.

## Selección nacional
Con la Selección Colombia estuvo convocado recurrentemente entre 2001 y 2003 pero apenas jugó 9 partidos y convirtió tres goles.

### Goles internacionales
| # | Fecha      | Lugar                                  | Rival      | Gol | Resultado | Competición                                 |
| - | ---------- | -------------------------------------- | ---------- | --- | --------- | ------------------------------------------- |
| 1 | 20-11-2001 | Estadio Defensores del Chaco, Asunción | Paraguay   | 4-0 | 4-2       | Eliminatorias Mundial de Corea y Japón 2002 |
| 2 | 9-5-2002   | Estadio Ricardo Saprissa, Costa Rica   | Costa Rica | 1-1 | 1-2       | Amistoso                                    |
| 3 | 9-5-2002   | Estadio Ricardo Saprissa, Costa Rica   | Costa Rica | 1-2 | 1-2       | Amistoso                                    |

### Participaciones enEliminatorias al Mundial
| Eliminatoria                                | Sede del Mundial       | Posición               | Resultado              | PJ | GA | Asis |
| ------------------------------------------- | ---------------------- | ---------------------- | ---------------------- | -- | -- | ---- |
| Eliminatorias Mundial de Corea y Japón 2002 | Corea del Sur y Japón  | 6°lugar 27pts          | Eliminado              | 2  | 1  | 0    |
| Eliminatorias Mundial de Alemania 2006      | Alemania               | 6°lugar 24pts          | Eliminado              | 1  | 0  | 0    |
| Total en Eliminatorias                      | Total en Eliminatorias | Total en Eliminatorias | Total en Eliminatorias | 3  | 1  | 0    |

## Clubes
| Club                   | País           | Año         |
| ---------------------- | -------------- | ----------- |
| Deportivo Pereira      | Colombia       | 1996 - 2002 |
| Atlético Nacional      | Colombia       | 2002 - 2003 |
| Atlético Bucaramanga   | Colombia       | 2003        |
| Independiente Medellín | Colombia       | 2004        |
| Al-Ahly                | Egipto         | 2004 - 2005 |
| Atlético Bucaramanga   | Colombia       | 2005        |
| Deportivo Pereira      | Colombia       | 2006        |
| Millonarios            | Colombia       | 2006 - 2007 |
| Deportes Quindío       | Colombia       | 2007        |
| Independiente Medellín | Colombia       | 2008 - 2009 |
| Atlético Huila         | Colombia       | 2010        |
| Deportes Tolima        | Colombia       | 2011        |
| Real Cartagena         | Colombia       | 2012        |
| Deportivo Pereira      | Colombia       | 2013        |
| Club Llaneros          | Colombia       | 2013        |
| San Antonio Scorpions  | Estados Unidos | 2014 - 2015 |
| San Antonio FC         | Estados Unidos | 2016 - 2019 |

## Estadísticas
| Club                                 | Temporada           | Liga  | Liga  | Copa Nacional | Copa Nacional | Copa Internacional | Copa Internacional | Total | Total |
| Club                                 | Temporada           | Part. | Goles | Part.         | Goles         | Part.              | Goles              | Part. | Goles |
| ------------------------------------ | ------------------- | ----- | ----- | ------------- | ------------- | ------------------ | ------------------ | ----- | ----- |
| Deportivo Pereira · Colombia         | 1996-00             | 31    | 7     | —             | —             | —                  | —                  | 31    | 7     |
| Deportivo Pereira · Colombia         | 2001                | 33    | 8     | —             | —             | —                  | —                  | 33    | 8     |
| Deportivo Pereira · Colombia         | 2002                | 14    | 4     | —             | —             | —                  | —                  | 14    | 4     |
| Deportivo Pereira · Colombia         | 2006                | 14    | 3     | —             | —             | —                  | —                  | 14    | 3     |
| Deportivo Pereira · Colombia         | 2013                | 14    | 3     | 5             | 1             | —                  | —                  | 19    | 4     |
| Deportivo Pereira · Colombia         | Total               | 106   | 25    | 5             | 1             | 0                  | 0                  | 111   | 26    |
| Atlético Nacional · Colombia         | 2002                | 23    | 3     | —             | —             | 5                  | 2                  | 28    | 5     |
| Atlético Nacional · Colombia         | 2003                | 16    | 4     | —             | —             | —                  | —                  | 16    | 4     |
| Atlético Nacional · Colombia         | Total               | 39    | 7     | 0             | 0             | 5                  | 2                  | 44    | 9     |
| Atlético Bucaramanga · Colombia      | 2003                | 16    | 3     | —             | —             | —                  | —                  | 16    | 3     |
| Atlético Bucaramanga · Colombia      | 2005                | 10    | 1     | —             | —             | —                  | —                  | 10    | 1     |
| Atlético Bucaramanga · Colombia      | Total               | 26    | 4     | 0             | 0             | 0                  | 0                  | 26    | 4     |
| Independiente Medellín · Colombia    | 2004                | 22    | 3     | —             | —             | —                  | —                  | 22    | 3     |
| Independiente Medellín · Colombia    | 2008                | 10    | 0     | —             | —             | —                  | —                  | 10    | 0     |
| Independiente Medellín · Colombia    | 2009                | 19    | 2     | —             | —             | 6                  | 1                  | 25    | 3     |
| Independiente Medellín · Colombia    | Total               | 51    | 5     | 0             | 0             | 6                  | 1                  | 57    | 6     |
| Al-Ahly · Egipto                     | 2004-05             | 15    | 11    | —             | —             | —                  | —                  | 15    | 11    |
| Al-Ahly · Egipto                     | Total               | 15    | 11    | 0             | 0             | 0                  | 0                  | 15    | 11    |
| Millonarios · Colombia               | 2006                | 14    | 2     | —             | —             | —                  | —                  | 14    | 2     |
| Millonarios · Colombia               | 2007                | 3     | 0     | —             | —             | —                  | —                  | 3     | 0     |
| Millonarios · Colombia               | Total               | 17    | 2     | 0             | 0             | 0                  | 0                  | 17    | 2     |
| Deportes Quindío · Colombia          | 2007                | 12    | 4     | —             | —             | —                  | —                  | 12    | 4     |
| Deportes Quindío · Colombia          | Total               | 12    | 4     | 0             | 0             | 0                  | 0                  | 12    | 4     |
| Atlético Huila · Colombia            | 2010                | 35    | 7     | 1             | 1             | 4                  | 1                  | 40    | 9     |
| Atlético Huila · Colombia            | Total               | 35    | 7     | 1             | 1             | 4                  | 1                  | 40    | 9     |
| Deportes Tolima · Colombia           | 2011                | 17    | 4     | 2             | 0             | 5                  | 0                  | 24    | 4     |
| Deportes Tolima · Colombia           | Total               | 17    | 4     | 2             | 0             | 5                  | 0                  | 24    | 4     |
| Real Cartagena · Colombia            | 2012                | 14    | 2     | 5             | 0             | —                  | —                  | 19    | 2     |
| Real Cartagena · Colombia            | Total               | 14    | 2     | 5             | 0             | 0                  | 0                  | 19    | 2     |
| Club Llaneros · Colombia             | 2013                | 15    | 3     | —             | —             | —                  | —                  | 15    | 3     |
| Club Llaneros · Colombia             | Total               | 15    | 3     | 0             | 0             | 0                  | 0                  | 15    | 3     |
| San Antonio Scorpions Estados Unidos | 2014                | 19    | 9     | 1             | 0             | —                  | —                  | 20    | 9     |
| San Antonio Scorpions Estados Unidos | 2015                | 27    | 8     | 1             | 0             | —                  | —                  | 28    | 8     |
| San Antonio Scorpions Estados Unidos | Total               | 46    | 17    | 2             | 0             | 0                  | 0                  | 48    | 17    |
| San Antonio FC Estados Unidos        | 2016                | 28    | 5     | 1             | 0             | —                  | —                  | 29    | 5     |
| San Antonio FC Estados Unidos        | 2017                | 18    | 4     | 2             | 0             | —                  | —                  | 20    | 4     |
| San Antonio FC Estados Unidos        | 2018                | 13    | 2     | 1             | 1             | —                  | —                  | 14    | 3     |
| San Antonio FC Estados Unidos        | 2019                | 10    | 3     | 1             | 0             | —                  | —                  | 11    | 3     |
| San Antonio FC Estados Unidos        | Total               | 69    | 14    | 5             | 1             | 0                  | 0                  | 74    | 15    |
| Total en su carrera                  | Total en su carrera | 462   | 105   | 20            | 3             | 20                 | 4                  | 502   | 112   |

### Selección
| Selección                | Año                      | Amistosos | Amistosos | Eliminatorias Mundialistas | Eliminatorias Mundialistas | Copa América | Copa América | Copa Mundial | Copa Mundial | Total | Total |
| Selección                | Año                      | PJ        | G         | PJ                         | G                          | PJ           | G            | PJ           | G            | PJ    | G     |
| ------------------------ | ------------------------ | --------- | --------- | -------------------------- | -------------------------- | ------------ | ------------ | ------------ | ------------ | ----- | ----- |
| Absoluta                 | 2001                     | --        | --        | 2                          | 1                          | --           | --           | --           | --           | 2     | 1     |
| Absoluta                 | 2002                     | 4         | 2         | --                         | --                         | --           | --           | --           | --           | 4     | 2     |
| Absoluta                 | 2003                     | 2         | 0         | 1                          | 0                          | --           | --           | --           | --           | 3     | 0     |
| Total Selección Colombia | Total Selección Colombia | 6         | 2         | 3                          | 1                          | 0            | 0            | 0            | 0            | 9     | 3     |

## Palmarés

### Campeonatos nacionales
| Título              | Club                   | País     | Temporada |
| ------------------- | ---------------------- | -------- | --------- |
| Categoría Primera B | Deportivo Pereira      | Colombia | 2000      |
| Categoría Primera A | Independiente Medellín | Colombia | 2004-I    |
| Liga de Egipto      | Al-Ahly                | Egipto   | 2005      |
| Categoría Primera A | Independiente Medellín | Colombia | 2009-II   |